# Herisau
Herisau és un municipi del cantó d'Appenzell Ausser-Rhoden (Suïssa) i capital administrativa d'aquest cantó.